# Торрес, Ральф
Ральф Делион Герреро Торрес (англ. Ralph Deleon Guerrero Torres; род. 6 августа 1979, Сайпан) — американский политический деятель, член республиканской партии, из Сайпан, Северные Марианские острова. Вступил на должность 9-го губернатора Северных Марианских островов после смерти губернатора Илоя Иноса 28 декабря 2015 года. Ранее он занимал пост вице-губернатора. Был избран на эту должность на выборах 2014 года.